# Ptakowy Przechód
Ptakowy Przechód – przechód w Upłazkowej Turni w Wąwozie Kraków w Tatrach Zachodnich. Znajduje się pomiędzy górną częścią masywu Upłazkowej Turni a Ptakową Turnią stanowiącą zakończenie jej południowo-zachodniej grzędy. Przez Ptakowy Przechód prowadzą dwie drogi taternickie opisane przez Władysława Cywińskiego w tomie 3. przewodnika Tatry (droga nr 91 i 107). Od Ptakowego Przechodu ciągnie się w górę trawiasty zachód, wyżej przechodzący w wybitny komin. Kominem tym (droga nr 91, wyciąg, III stopień trudności) można wydostać się na południowo-zachodnią, skalistą grzędę Upłazkowej Turni, i dalej na jej wierzchołek (w górnym odcinku miejscami trudności stopień IV, A0, A1).